# 安国論寺

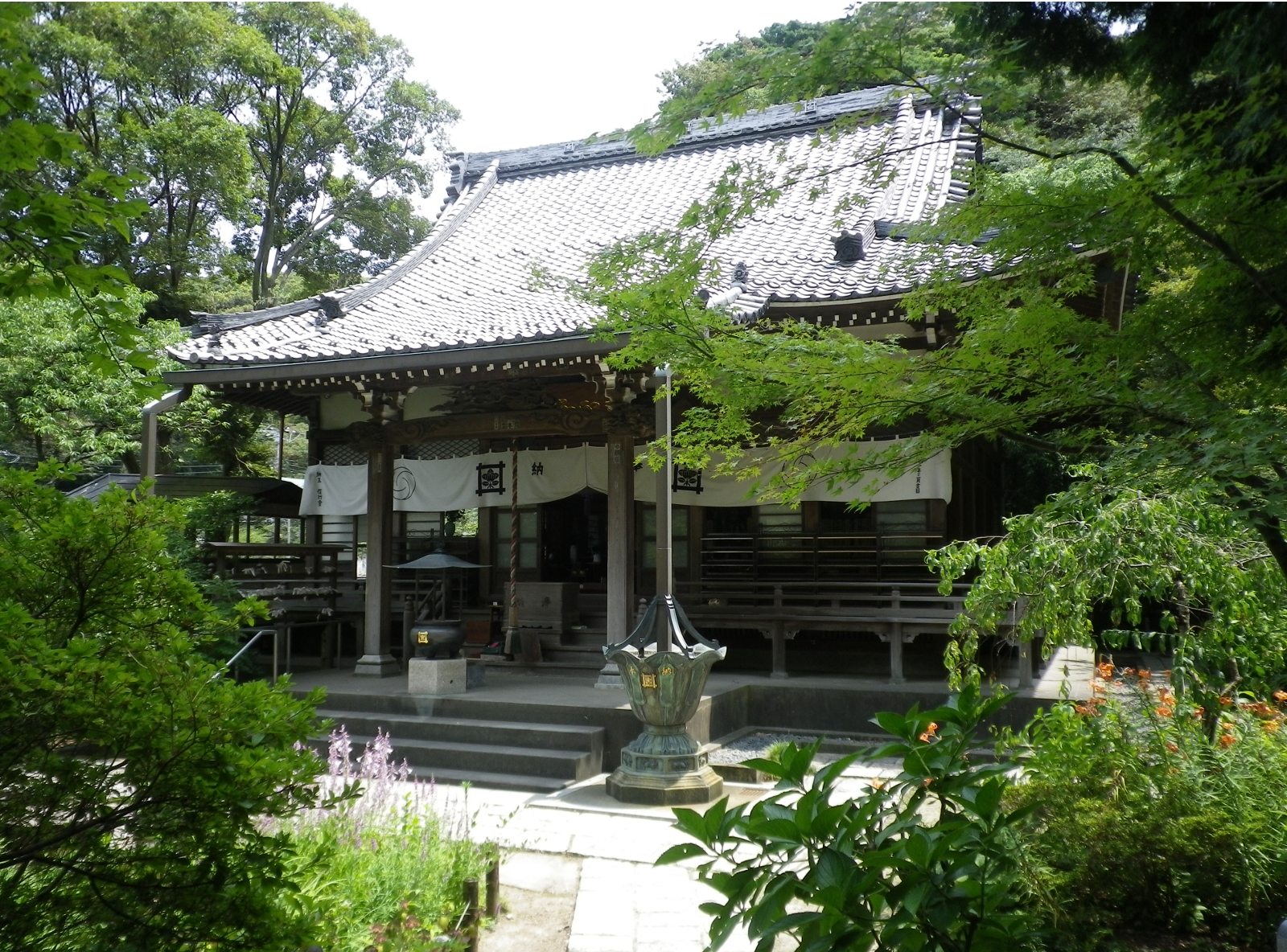
本堂

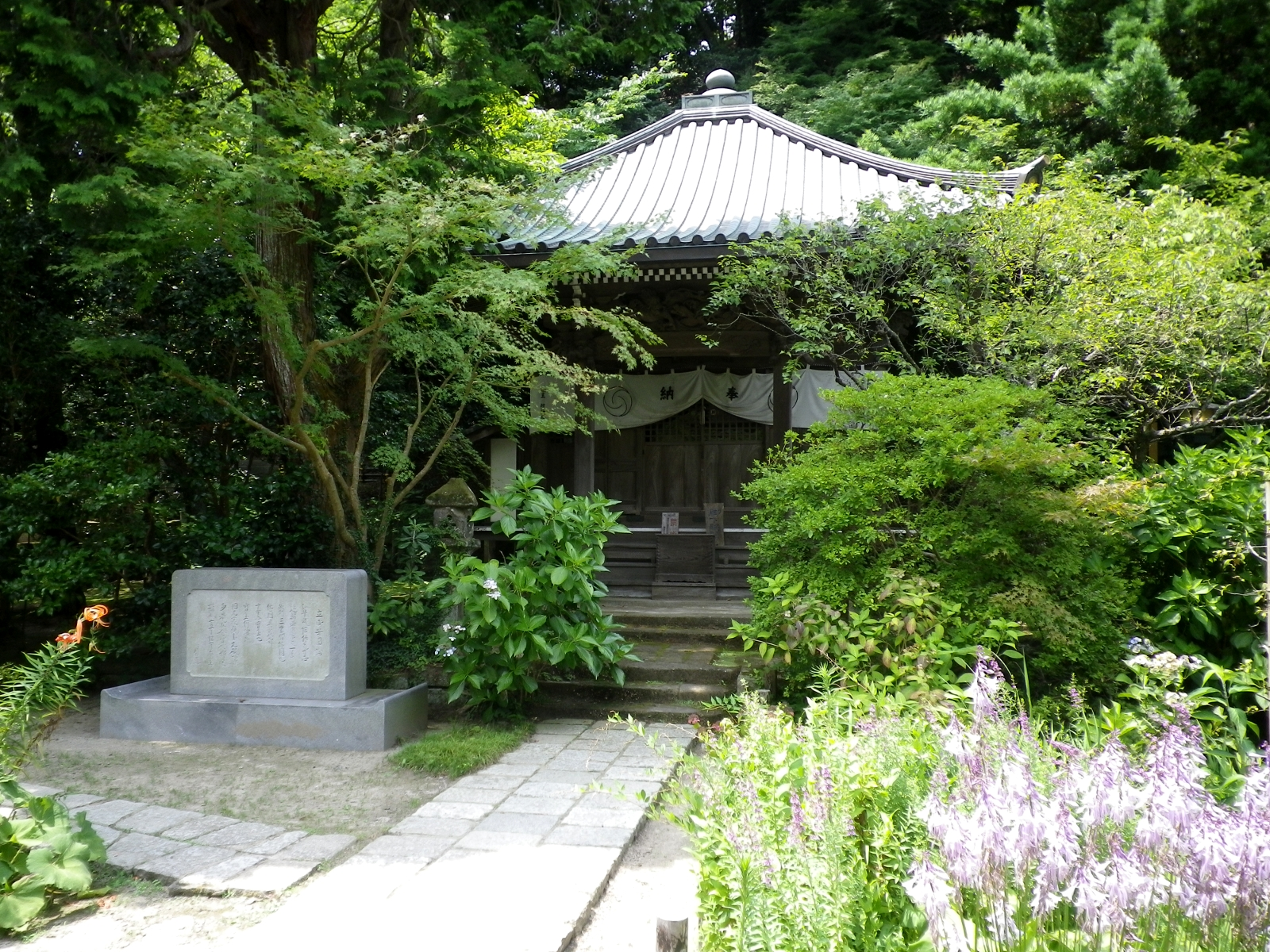
御小庵

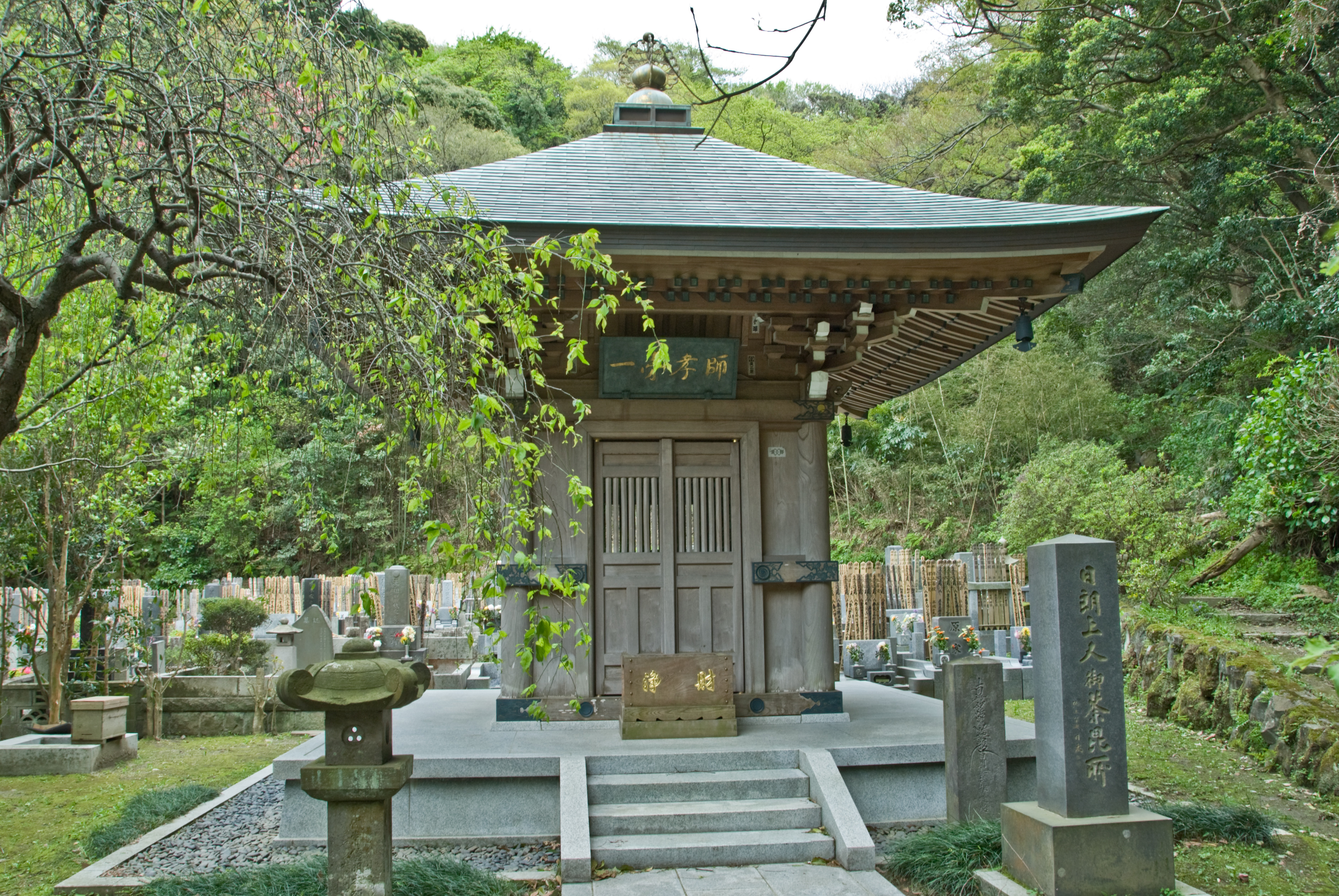
日朗荼毘所

安国論寺（あんこくろんじ）は、神奈川県鎌倉市大町（名越）にある日蓮宗の寺院。山号は妙法華經山。旧本山は比企谷妙本寺。池上・土富店法縁。

## 概要
長勝寺・妙法寺と並び、日蓮が鎌倉で布教するに際して拠点とした松葉ヶ谷草庵の跡とされ、松葉ヶ谷霊跡安国論寺とも言う。開山は日蓮とするが、弟子の日朗が文応元年（1260年）に、日蓮が前執権北条時頼に建白した「立正安国論」を執筆した岩穴（法窟）の側に安国論窟寺を建てたのが始まりである。
その他、南面窟（松葉ヶ谷法難時に、白猿に導かれて避難した場所）や日朗上人荼毘所（日朗が出家剃髪した場所で荼毘に伏して欲しいとの遺言による）がある。裏山の富士見台からは由比ガ浜海岸を含む市内を一望でき、日蓮が富士山に向け題目を唱えたとされる。
なお東芝社長や経団連会長を務め、熱心な法華信者であった土光敏夫の菩提寺（墓所）でもある。
第51世玉川日薩師は、霊跡本山比企谷妙本寺第81世に晋山。
境内には、鎌倉市天然記念物に指定されている
- 妙法桜（日蓮の杖が根付いたとされる市原虎の尾という品種のヤマザクラ）
- 海棠（カイドウ）
- 山茶花（サザンカ） - 樹齢350年と言われる。

があり見所となっている。

## 寺宝
- 木造日蓮上人坐像（立正安国論を執筆している姿の像）
- 鬼子母神
- 十羅刹女立像
- 七面大明神立像
- 大黒天立像
- 木造日朗上人坐像

## 文学
赤羽尭著「古都鎌倉殺人事件」（トクマノベルス）の舞台になっている。

## 交通
- 鎌倉駅（東口）③より京浜急行バス　鎌31緑ヶ丘入口行き　に乗車し、名越下車徒歩3分
- 鎌倉駅より徒歩20分